# Lamar Neagle
Lamar Justin Neagle (n. Tacoma, Estados Unidos, el 7 de mayo de 1987) es un futbolista estadounidense. Juega de mediocampista o extremo y actualmente se encuentra sin equipo.

## Trayectoria

### Inicios
Neagle estudió en la Escuela Secundaria Thomas Jefferson, en donde fue titular por tres años en el equipo de fútbol y les ayudó a conquistar el campeonato Estatal 4A en su último año y a conseguir un récord de 16-2-4. Además, rompió el récord de 31 años de seis goles anotados por un mismo jugador en un solo partido y fue elegido por el Seattle Post-Intelligencer al Equipo Estelar de Secundaria durante su último año. Neagle también jugó para el equipo juvenil Norpoint Chivas soccer club en Tacoma del Noreste.
Luego de graduarse de la secundaria, Neagle fue y jugó al fútbol universitario para la Universidad de Nevada en Las Vegas. En UNLV jugó en el equipo estelar Mountain Pacific Sport Federation en tres ocasiones, y jugó todos los partidos con excepción de uno en su carrera de cuatro años. También lideró al equipo en goles anotados en sus últimas dos temporadas con un total de 9 por año. En su último año, Neagle fue incluido en el segundo equipo de la Región Far West 2008.
Durante sus años universitarios también jugó para el Des Moines Menace de la USL Premier Development League, jugando 24 partidos y anotando seis goles en sus dos primeros años con el club.

### Seattle Sounders FC
Neagle pasó un periodo de prueba en la pretemporada con el Seattle Sounders FC por dos semanas en el sur de California. En este periodo, Neagle jugó en dos partidos y obtuvo dos asistencias. Luego de graduarse de la universidad, Neagle regresó a entrenar con el equipo el 13 de mayo de 2009.
El 10 de junio de 2009, los Sounders anunciaron que Neagle había fichado por el equipo en forma oficial. El entrenador Sigi Schmid dijo que "es una buena señal el fichar para nuestro equipo a un jugador desarrollado localmente. Lamar tiene excelente velocidad y es un jugador que puede jugar en varias posiciones. Se siente muy cómodo en las bandas y ha jugado tanto por la derecha como por la izquierda. Sera considerado por nosotros tanto para posiciones centrales como por los costados, ya sea en el mediocampo o en la defensa". Neagle fue el cuarto jugador de Washington en fichar con los Sounders después de Chris Eylander, Kevin Forrest, y Kasey Keller.
Neagle fue parte de la plantilla durante el anticipado partido frente a los Portland Timbers. Neagle también estuvo con el equipo para los partidos frente al Houston Dynamo y el Kansas City Wizards pero no llegó a debutar. Finalmente hizo su debut no oficial con el primer equipo en un amistoso contra el Chelsea el 18 de julio de 2009.
Neagle fue liberado por los Sounders el 25 de noviembre de 2009 sin haber jugado ni un solo partido competitivo con el equipo. Posteriormente ficharía con el Charleston Battery de la USL Second Division, e hizo su debut profesional el 17 de abril de 2010 en un partido contra el Charlotte Eagles.
En septiembre de 2010, luego de terminada la temporada 2010 de la USL2, Neagle fue fichado por el IFK Mariehamn de la Veikkausliiga de Finlandia. No obstante, luego de una prueba exitosa en la pretemporada, Neagle fue fichado una vez más por Seattle el 2 de marzo de 2011.
En 2011, Neagle finalmente logró establecerse con los Sounders, siendo un substituto frecuente y comenzando el ocasional partido en la MLS, además de jugar roles importantes en la US Open Cup y la CONCACAF Liga de Campeones. El 27 de agosto de 2011, Neagle anotó el primer triplete de los Sounders como locales frente al Columbus Crew.

### Montreal Impact
Neagle fue enviado al Montreal Impact el 18 de febrero de 2012 junto con su compañero de equipo Mike Fucito, a cambio de Eddie Johnson.
Luego de anotar su primer gol para Montreal frente a su ex club, el Seattle Sounders, Neagle anotó su segundo de la campaña frente a los San Jose Earthquakes el 18 de agosto de 2012.

### Regreso a Seattle
El 27 de enero de 2013, los Sounders cambiaron un puesto internacional en su lista de jugadores al Montreal Impact para poder adquirir a Neagle para su tercer paso por el equipo.

## Clubes
| Club                        | País           | Año       |
| --------------------------- | -------------- | --------- |
| Seattle Sounders FC         | Estados Unidos | 2009      |
| Charleston Battery          | Estados Unidos | 2010      |
| IFK Mariehamn               | Suecia         | 2011      |
| Seattle Sounders FC         | Estados Unidos | 2011      |
| Montreal Impact             | Canadá         | 2012      |
| Seattle Sounders FC         | Estados Unidos | 2013-2015 |
| D.C. United                 | Estados Unidos | 2016-2017 |
| Seattle Sounders FC         | Estados Unidos | 2017-2018 |
| Seattle Sounders 2 (cesión) | Estados Unidos | 2018      |

## Palmarés

### Charleston Battery
- Campeón de la USL Second Division: 2010
- Campeón de la Temporada Regular de la USL Second Division: 2010

### Seattle Sounders FC
- Lamar Hunt U.S. Open Cup: 2011, 2014
- Supporter's Shield: 2014

### Individual
- Jugador Más Valioso de la USL Second Division: 2010[10]

## Vida privada
Lamar es el hijo de John Brown y Bridget Neagle y Frankie y Maria Lawson. Tiene cinco hermanos y hermanas llamados Shedrick, Jamaal, Tanisha, Daisia, y Jasmine.